# EA Sports FC 25
Az EA Sports FC 25 egy labdarúgó-videójáték, amelyet az EA Vancouver valamint az EA Romania fejlesztett, és az EA Sports adott ki. Ez az EA Sports FC sorozat második része, és összességében az EA Sports futballszimulációs játékainak 32. része. A játék 2024. szeptember 27-én jelent meg Nintendo Switch, PlayStation 4, PlayStation 5, Xbox One, és Xbox Series X/S konzolokra, valamint Windowsra.

## Újítások

### FC IQ
A taktikai rendszer átfogó átdolgozása lehetővé teszi a játékosok számára, hogy hatékonyabban befolyásolják a csapat stratégiáját. A modernizált csapattaktikák és az intelligensebb mesterséges intelligencia dinamikusabb játékmenetet eredményeznek. A játékosok immár híres edzők taktikáit is leutánozhatják, és a mérkőzések során rugalmasan alakíthatják az alakzatokat.

### Player roles
A játék különálló szerepköröket vezet be a játékosok számára, ami tovább javítja, hogyan illeszkednek a csapat stratégiájába. Ez a funkció azt a célt szolgálja, hogy a játékosokat képességeikhez mérten a leghatékonyabban lehessen kihasználni.

### Goalkeeper PlayStyles
Új játékmenetbeli mechanikákat vezettek be a kapusok számára, amelyek mélyebb élményt nyújtanak ezen a poszton, és változatosabb játékstílusokat tesznek lehetővé. A kapusok mostantól mezőnyjátékosokra jellemző játékmódokat (Playstyle-okat) is alkalmazhatnak.

### 5v5 Rush Mode
A játékosok egy új 5v5-ös módban csatlakozhatnak barátaikhoz. Ez a játékmód a VOLTA helyét veszi át, amely utoljára az EA Sports FC 24-ben szerepelt.

## Licencek
A legtöbb klub visszatér az FC 24-ből, kivéve néhány Serie A-csapatot: az Inter Milan, az SS Lazio, az Atalanta és az AC Milan nem hivatalos nevükön szerepelnek, sorrendben Lombardia FC, Latium, Bergamo Calcio és Milano FC néven. Emellett hiányzik a belga férfi válogatott és a kanadai női válogatott is, mivel az EA elveszítette a licenceket ezekhez a csapatokhoz. A Serie A-ból a Roma és a Napoli is visszatér, előbbi négy, utóbbi két év kihagyás után, legutóbb a FIFA 20-ban, illetve a FIFA 22-ben szerepeltek. Továbbá visszatér a görög Olympiacos is – a 2023–24-es UEFA Európa Konferencia Liga győztese –, amely utoljára a FIFA 22-ben volt elérhető. Az azeri Premier Liga 11-szeres bajnoka, a Qarabag először szerepel a sorozatban, ahogy a finn női válogatott is debütál.

## Fogadtatás
| Összegzőoldal | Értékelés |
| ------------- | --------- |
| Metacritic    | 76/100    |

| Szerző         | Értékelés |
| -------------- | --------- |
| GamesRadar+    | 4/5       |
| Hardcore Gamer | 4,5/5     |
| IGN            | 6/10      |
| Shacknews      | 6/10      |
| The Guardian   | 4/5       |

Az EA Sports FC 25 a kritikusoktól „általában kedvező” értékeléseket kapott a Metacritic értékelésgyűjtő oldal szerint.
Az OpenCritic adatai alapján a kritikusok 68%-a ajánlotta a játékot.

## Díjak, elismerések
| Év   | Díj             | Kategória                      | Eredmények |
| ---- | --------------- | ------------------------------ | ---------- |
| 2024 | The Game Awards | Legjobb sport/versenyzős játék | Elnyerte   |
| 2025 | D.I.C.E. Awards | Az év sportjátéka              | Jelölve    |

## Fordítás
Ez a szócikk részben vagy egészben  az   EA Sports FC 25 című angol Wikipédia-szócikk ezen változatának fordításán alapul.  Az eredeti cikk szerkesztőit annak laptörténete sorolja fel. Ez a jelzés csupán a megfogalmazás eredetét és a szerzői jogokat jelzi, nem szolgál a cikkben szereplő információk forrásmegjelöléseként.